# 中川良長

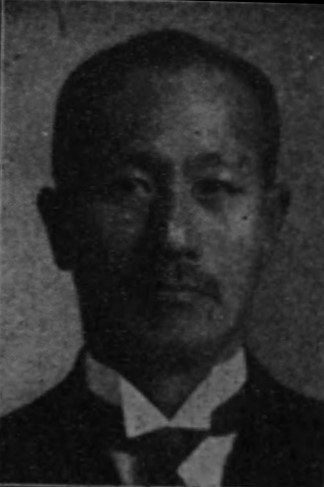
中川良長

中川 良長（なかがわ たかなが、1876年〈明治9年〉10月27日 - 1948年〈昭和23年〉8月20日）は、明治から昭和期の実業家、政治家、奈良華族。貴族院男爵議員。

## 経歴
華族・中川興長の長男として生まれる。父の死去に伴い、1920年（大正9年）6月10日、男爵を叙爵した。
1905年（明治38年）学習院大学科を卒業。同年、日本銀行に入行。その後、東京電燈監査役などを務めた。
1921年（大正10年）2月12日、貴族院男爵議員補欠選挙で当選し、1925年（大正14年）7月10日まで在任。さらに1939年（昭和14年）7月10日、貴族院男爵議員に選出され、公正会に所属して1946年（昭和21年）4月13日に辞職するまで通算二期在任した。

## 栄典
- 1929年（昭和4年）9月2日 - 正四位[12]

## 親族
- 先妻:千菊（ちきく、渡辺千秋四女、離縁）[1]
- 後妻:いそ（鈴木某女）[1]
- 長男:浩長[1]
- 長女:秀月（長福寺住職、旧名・芳子）[1]